# Barranc de la Creu (Hortoneda)
El barranc de la Creu és un barranc del terme de Conca de Dalt, al Pallars Jussà, dins de l'antic terme d'Hortoneda de la Conca.
S'origina a poca distància al sud-oest del Coll de la Creu, a la Fonteta de Perauba, des d'on davalla cap al nord-oest, però decantant-se cada cop més cap a ponent, passant pel nord de Senllí. Quan arriba a l'altura de la Roca de Seguers, al nord del poble d'Hortoneda, s'integra en el barranc de Llabro, al lloc on aquest barranc s'anomena llau de Catxí.